# 人工魚礁

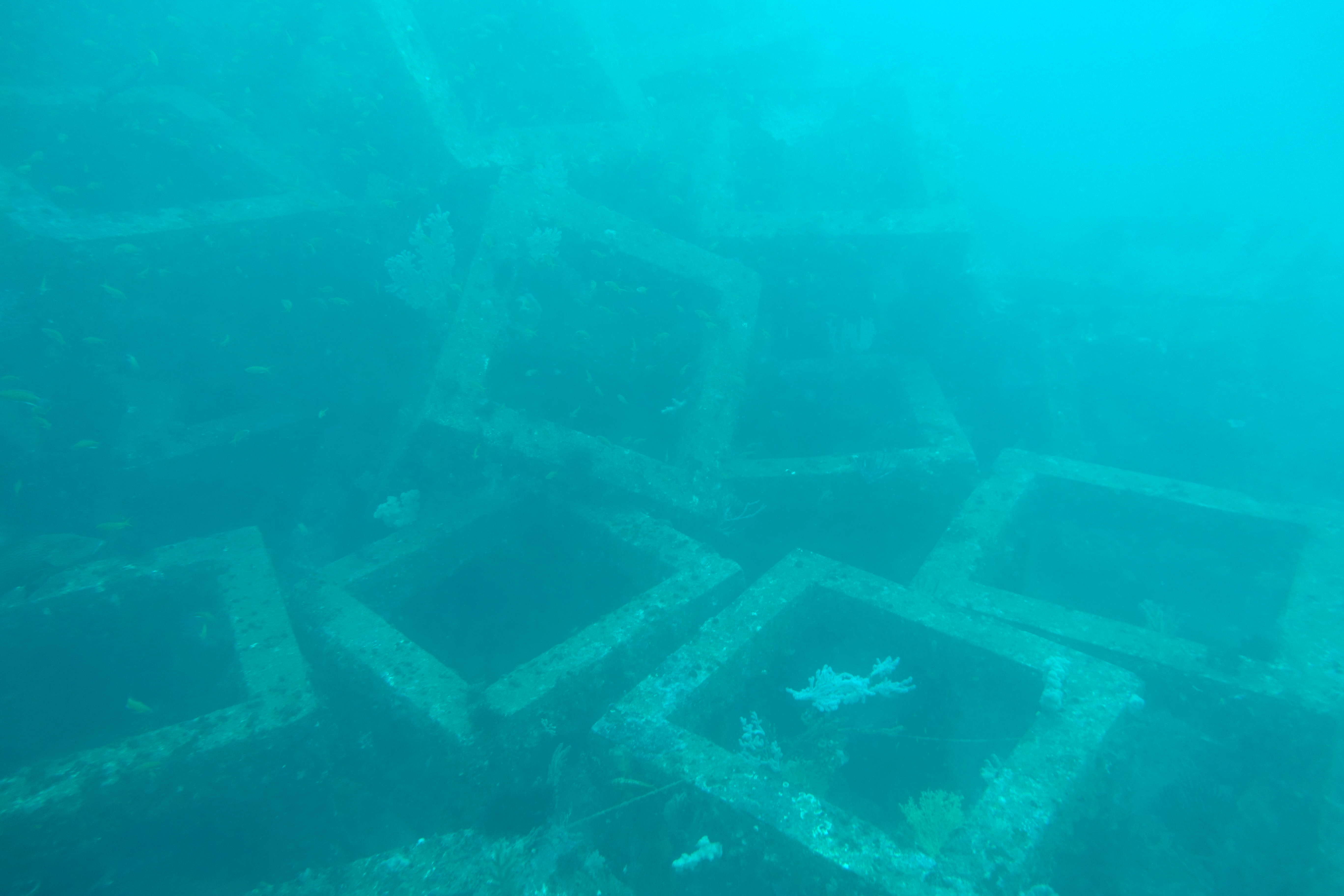
コンクリートブロックを積み上げて作られた人工漁礁。

人工魚礁ないし人工漁礁（じんこうぎょしょう、人口リーフ、英：Artificial_reefs）とは、魚類の繁殖と生活のために人為的に海中など水中に設置される人工物（魚礁）である。

## 概要
人工魚礁は、海中に沈められた人工物で、魚類の格好の住処（巣）や集まる場となるものである。魚類にもその大きさが様々であり、またその性質も様々であることから、一概に所定の形状をしている訳ではない。人為的かつ意図的に沈められた人工物で、海洋資源としての生物保護などを目的とする。
魚は海底の地形やサンゴの密集したサンゴ礁などである漁礁（→暗礁）周辺に住み着くなどして天敵から身を守るシェルターとして利用するが、逆にそういった場に乏しい平坦な海底には、漁礁周辺に見られる魚は住み着かない。こういった魚を住み着かせるためにも設置される。
海難事故や戦争で沈んだ船舶類が魚礁として機能していることがよくある。同様に海没した洋上施設のほか、人工島など洋上施設の基部が魚の格好の住処となる場合もある。ただしはじめから魚礁として作られたわけではないので「人工的に魚礁を設置する」という意味での人工魚礁ではない。

## 材料
コンクリートや石や鋼材などが使われる。消波ブロックのような海中の人工物もしばしば漁礁としても機能する。
一部の国では軍で不要になった兵器(戦車や軍艦)をスクラップにする代わりにダイビングスポットなどに海没処分にし、魚礁及び観光資源にしている。また鉄道車両や船舶などその他の人工物も人工魚礁となるが、日本国内では廃棄物処理法および水質汚濁防止法の規制を受けるため、現在では行なわれていない（鉄道車両は日本では過去に名古屋市電や神戸市電の車両で実例がある）。間伐材や水産業で出た貝殻など余り商品価値のない木材を組み合わせて海中に沈める活動も見られ、これら自然物を人間の手で加工するなどした物品も人工魚礁として使われるが、これは海中にある間にフナクイムシなど所定の生物によって食料資源に利用され、さらにそれを食料とする生物を集める場合もある。

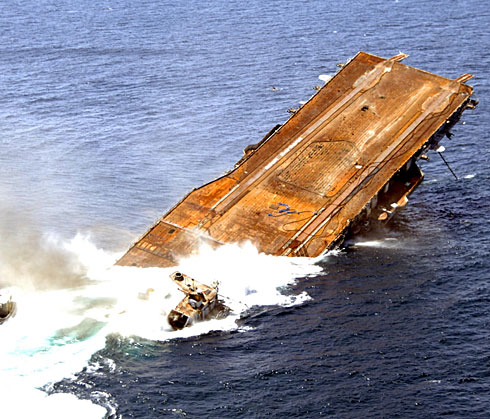
2006年5月17日にメキシコ湾に人工魚礁とすべく沈められた空母「オリスカニー」

前述の通り、意図せず事故で沈没した船舶は人工魚礁とは呼べない。その一方で、従来は耐久性があるためにリサイクルに向かず廃棄処分のコストが問題となった繊維強化プラスチック（FRP）製の船舶を人為的に沈めて人工魚礁とする場合もある。
処分の難しいごみである様々な廃棄物を人工魚礁として沈める場合もある。ただ、有害な廃棄物の場合は環境問題も発生させるため、注意が払われる。
特に古い船はPCBやアスベストなどの有害物質を含んでいる場合が多く、処分費用がかさむ。
例えば2006年に人工漁礁として沈没させられたエセックス級空母「USS オリスカニー」では当初2005年に沈没させる予定で、船体から油や塗料・アスベストが撤去されたものの、後に相当量のPCBが含まれていることが発覚して計画は延期され、当初処分コストは280万ドルのはずだったが最終的にはおよそ4.5倍の1273万ドルに膨れ上がった。 合衆国軍艦 ジェネラル・ホイット・S・ヴァンデンバーグ(T-AGM-10) を沈没させるのには840万ドルかかり、その費用の7割がアスベストや配線の除去に使われた。
過去には古いタイヤや自動車などが沈められたケースもある。投棄されたタイヤは嵐や海流で打ち上げられ天然の珊瑚礁を破壊してしまった。そのためタイヤを回収するために多額の費用と時間を費やす羽目になった。

## 漁業権の問題
人工漁礁は地元の漁業協同組合の計画により設置されることもある。この場合は、設置した組合に加盟している漁師のみに漁礁が開放され、他の一般人が立ち入ることは禁止されている。しかし、海上では柵などを設けてエリアを区切ることができないため、しばしば密漁が行われることがある。

## 日本の場合
人工魚礁は、食料を海に大きく依存している日本の海岸線における持続可能な漁業活動を増やすために活用されている。

### 歴史
中世以来、日本の漁師は魚の繁殖を促進するために、巨大な竹製構造物の漁礁を利用しており、記録が残っている最初の人工魚礁は1650年に遡るとされ、書面による記録には他に、魚礁は1789年から1801年の間に使用されていたというのもある。
日本は1930年以降、特に1952年から人工魚礁の設置に補助金を出し、日本政府は以降も、研究開発と主要プロジェクトへの資金提供を続けている。これは、年間約10億ユーロという多額の投資と、利害を伴う真の海洋開発計画であるといえる。

### 施設の説明
2004年、日本の大陸棚の12％に、特に金属製の構造物を含め、あらゆる種類の人工魚礁が2000万立方メートル設置された。コンクリートブロックが多く使われるが、高さ35メートル、重さ92トンの金属製の塔も使われる。この塔は直径3メートルの円盤3枚の上に設置され、プランクトンを阻止する流れの壁を形成する。さまざまな種や環境条件のニーズを満たす特許取得済みの魚礁モデル約350種類が、日本列島の約2万か所に建設されている。
魚類の行動に関する科学的研究により、在来の回遊と定着のニーズと能力を評価するためのバイオ海底の開発が可能になってきた。そして日本のサンゴ礁は、数千万匹の魚類と甲殻類を保護し、惹きつけている。最大のサンゴ礁は、面積が数千立方メートル、高さは80メートルにもおよぶ。

## 特別に設計された生息地
日本人によって人工魚礁は、沿岸漁業の改善のために利用されているが、日本では貝類や海藻類を捕獲するための浅瀬の魚礁（「突き磯」と呼ばれる）と、魚類を捕獲 するための深瀬の魚礁の両方を建設する。
これらの魚礁は、孵化場、稚魚育成場、避難所の役割に加え、孵化場で生産された真鯛が成魚の住処である人工魚礁近くの外洋に放流される際に中継地の役割も担っている。
日本の科学者たちは、特別に設計された浅瀬の岩礁 、アワビの稚貝の生存率と成長率を向上させることができるという確証を得ている。 日本は新しい生息地を作り、 魚介類の生産量を増加させるための洗練された技術を開発するために、何百万ドル、近年では何十億ドルと費やしてきた。 日本、そして最近では台湾でも、人工魚礁のユニット化の設計建設に特別多くの努力を注いでいる。